# Carira (ort)
Carira är en ort i Brasilien.   Den ligger i kommunen Carira och delstaten Sergipe, i den östra delen av landet, 1 300 km nordost om huvudstaden Brasília. Carira ligger 361 meter över havet och antalet invånare är 10 275.
Terrängen runt Carira är huvudsakligen platt. Carira ligger uppe på en höjd. Runt Carira är det ganska glesbefolkat, med 31 invånare per kvadratkilometer.. Det finns inga andra samhällen i närheten.
Omgivningarna runt Carira är huvudsakligen savann.